# Obusier SORA
L'Obusier automoteur 122 mmSORA (serbe : Самоходна хаубица 122mm СОРА) est un obusier automoteur serbe de 122 mm développé par l' Institut technique militaire de l'armée serbe. Le canon de l'obusier automoteur SORA est basé sur l'artillerie de campagne Soviétique D-30 de 122 mm monté à l'arrière du châssis de camion FAP 2026 BS / AV modifié. Les principales fonctions du système d'arme, telles que la navigation, le positionnement du canon, le chargement des munitions et le déploiement, sont entièrement automatisés.

## Développement
Après avoir décidé de conserver le calibre 122 mm, l'armée serbe a décidé de moderniser l'obusier D30 en fonction des tendances mondiales de l'artillerie automotrice. La mission de développer le système a été confiée au MTI, tandis que la production des modèles fonctionnels a été confiée à 14. oktobar.
Les travaux sur ce projet ont commencé en mars 2004 et en 2009, le premier modèle fonctionnel a été achevé. Après son déploiement en mars, il a subi une série d'essais de tirs d’essais, impliquant environ 18 coups, dont les trois premiers ont été effectués avec des charges réduites et le reste avec des charges complètes.
Des améliorations ont ensuite été apportées au système de stabilisation, les stabilisateurs orientés vers l'avant se sont avérés incapables d'absorber adéquatement le recul lors du tir. Un autre objectif était de démontrer l’efficacité du chargement de l'arme à tous les angles d'élévation, ce qui a été réalisé avec succès.

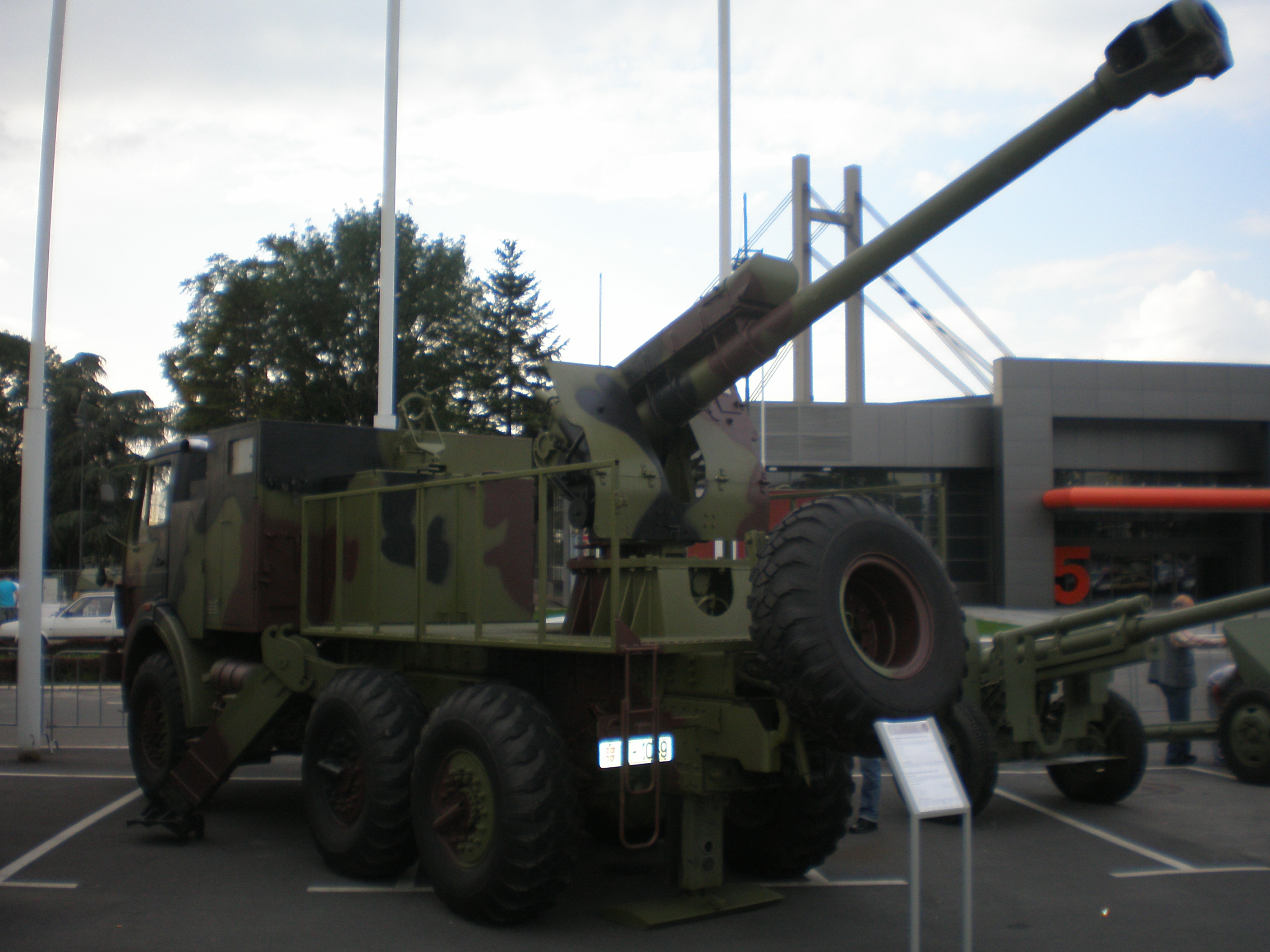
Canon-obusier automoteur Sora de 122 mm exposé au salon militaire "Partner 2009".

Le premier prototype de SORA a fait l'objet d'une démonstration publique en 2009, représentant une installation assez simple de l'obusier D-30J de 122 mm sur un châssis à roues. 
Mais ce n'était que la première phase de développement. Après cela, MTI a commencé à travailler sur d'autres améliorations du système, qui comprenaient l'installation du chargeur automatique, du système de navigation inertielle, la transition automatique de la position de transport à la position de tir.
Le deuxième prototype de SORA a été achevé en 2013 et présenté pour la première fois publiquement au salon de l'armement Partner 2013. Il s'agissait de la configuration finale avec le chargeur automatique de 122 mm, la navigation inertielle et par satellite, les sous-systèmes de positionnement et d'orientation, la commutation automatique de la position de combat au transport et une télécommande qui peut être câblée ou sans fil, permettant le contrôle de l'obusier à distance jusqu'à 200 m.

## Composants principaux
- D30J

Dans le processus de préparation de la production en série (en 1975/6), MTI a effectué des modifications du modèle soviétique de base D-30 vers le modèle D-30J (visant à faciliter les opérations de l'équipage lors de la transition du déplacement à la position de tir et à réduire le effets de la surpression des gaz en poudre sur l'équipage), ainsi qu'en développant le nouveau projectile HE 122 mm M76 avec une portée de 17,6 km (par rapport à une portée maximale de 15,3 km pour l'obus russe type OF482). Plus tard, au début des années 1980, un transfert de technologie complet de l'obusier D-30J avec les dispositifs de visée associés a été effectué vers l'Irak (projet KOL-7), y compris la conception de l'ensemble de l'infrastructure et l'introduction en production, d'une capacité annuelle de 200 unités.
- FAP 2026 BS/AV

Le véhicule tout-terrain FAP 2026 BS/AV 6t 6x6 est conçu pour le transport d'équipage, d'armes et de matériel jusqu'à 6 tonnes de poids total, ainsi que pour la traction d'armes et de remorque jusqu'à 7,2 tonnes de poids.
Ce véhicule est équipé d'un moteur diesel MERCEDES OM 402 8 cylindres 4 temps refroidi par eau à injection directe, installé longitudinalement sous la cabine. La transmission du véhicule comprend : un embrayage à friction, une boîte de vitesses mécanique synchrone à 6 rapports, une boîte de transfert différentielle à deux étages qui assure une transmission intégrale permanente, des essieux moteurs rigides avec ressorts à lames, des ressorts en caoutchouc supplémentaires et des amortisseurs télescopiques hydrauliques. Le système de freinage pneumatique a des freins à tambour sur toutes les roues. Le châssis a deux supports longitudinaux et plusieurs supports transversaux, tandis que la cabine est de type trambus. Les différentiels inter-axiaux et les trois différentiels axiaux peuvent être verrouillés mécaniquement. Le véhicule dispose d'un système de contrôle centralisé de la pression des pneus.
Dans ce cas, le FAP 2026 est en outre modifié et renforcé afin de répondre aux exigences requises pour cet obusier.
- Chargeur automatique

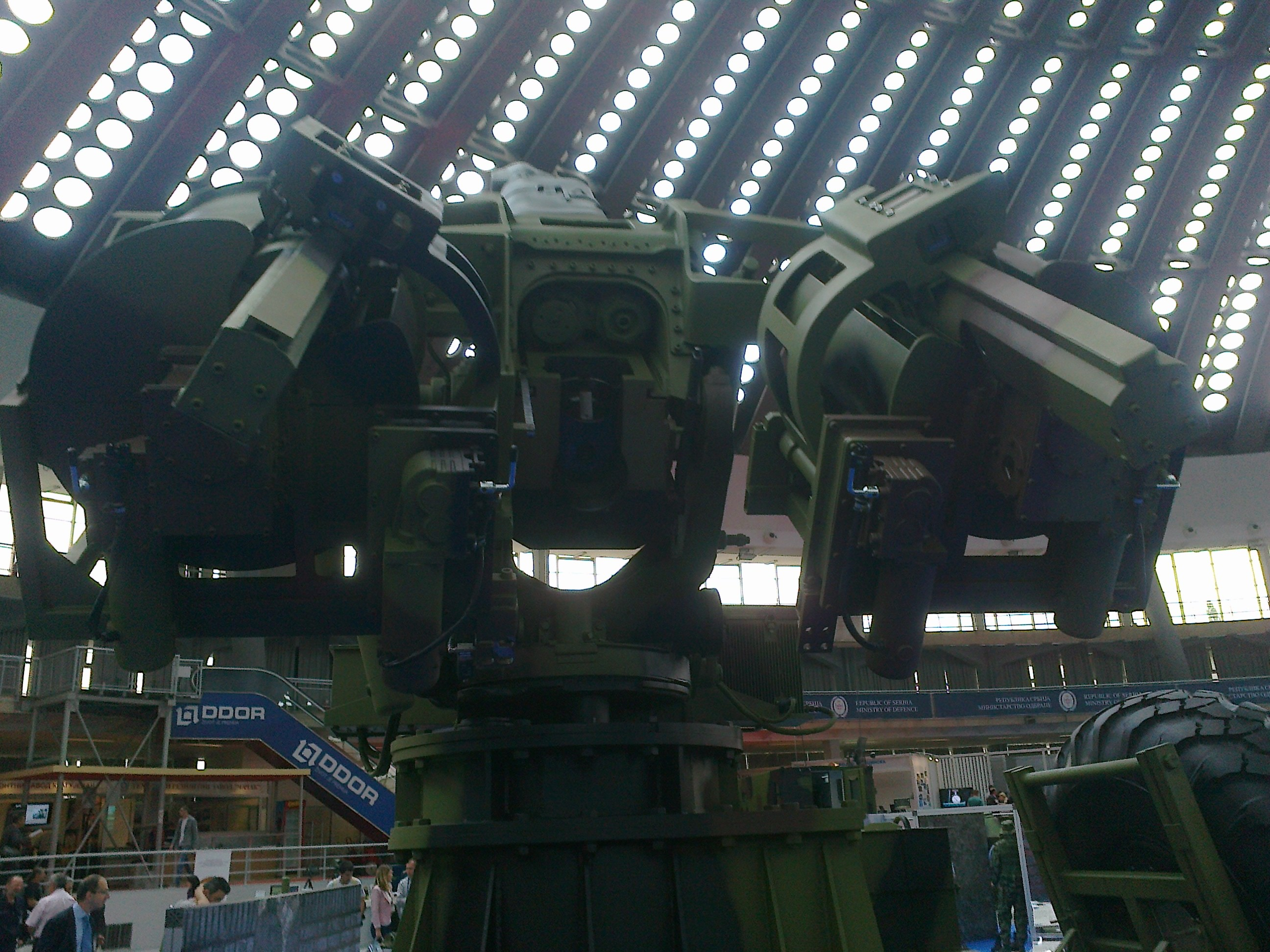
Chargeur automatique SORA 122 mm au salon de l'armement Partner 2013.

Le chargeur automatique utilise six cartouches (projectile et charge) situées dans deux tambours des deux côtés du canon. Projectiles dans le tambour droit, les charges à gauche. La cadence de tir dans cette configuration est de 6 c/min. Grâce au haut niveau d'automatisation, le SORA est capable de fonctionner avec seulement deux membres d'équipage.
- Système de contrôle de tir

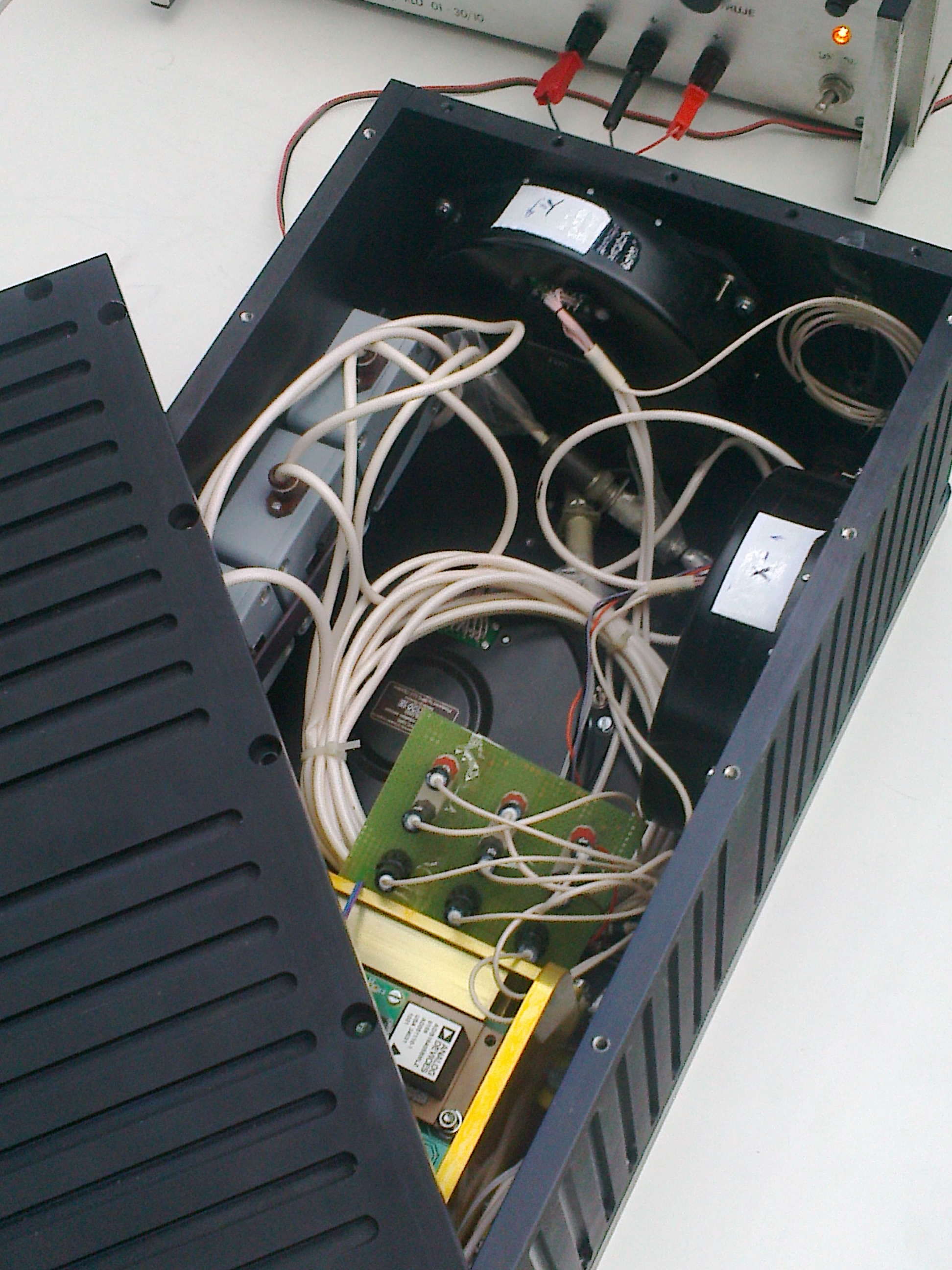
Système de navigation inertielle MTI au Partner 2013.

Le système de conduite de tir du SORA se compose d'un ordinateur balistique qui peut fonctionner en deux modes. Le premier est lorsque l'obusier fonctionne de manière indépendante, auquel cas l'équipage doit saisir les éléments de tir, les données météorologiques, les données sur les munitions... Dans le second mode, l'ordinateur balistique reçoit les données de tir du point de commandement et renvoie l'état et la position de l'obusier. L'ordinateur balistique fonctionne avec d'autres éléments du système de conduite de tir, tels que le sous-système de navigation inertielle et par satellite, de positionnement et d'orientation...
- Nouvelles munitions

Parallèlement au développement du SORA, le MTI a travaillé sur une nouvelle gamme de munitions de calibre 122 mm.
- Projectile TF-462 Basic avec une portée de 15,3 km
- Projectile à base creuse TF ER BT ХМ08 d'une portée de 18,5 km
- Projectile TF ER BB ХМ09 Base-Bleed d'une portée de 21,5 km

## Rôle
L'obusier automoteur SORA de 122 mm est destiné à l'appui-feu général des unités au niveau brigade. Il a été conçu pour répondre aux exigences du champ de bataille moderne, ce qui signifie que le principe du tire et détale est adopté comme mode de fonctionnement principal.
Le SORA est capable de tirer dans des cycles de tir de 3:30 min. 90 s pour passer de la position de transport à la position de tir, 60 s pour tirer les 6 obus dans le chargeur automatique et 60 s supplémentaires pour passer de la position de tir. 

## Galerie

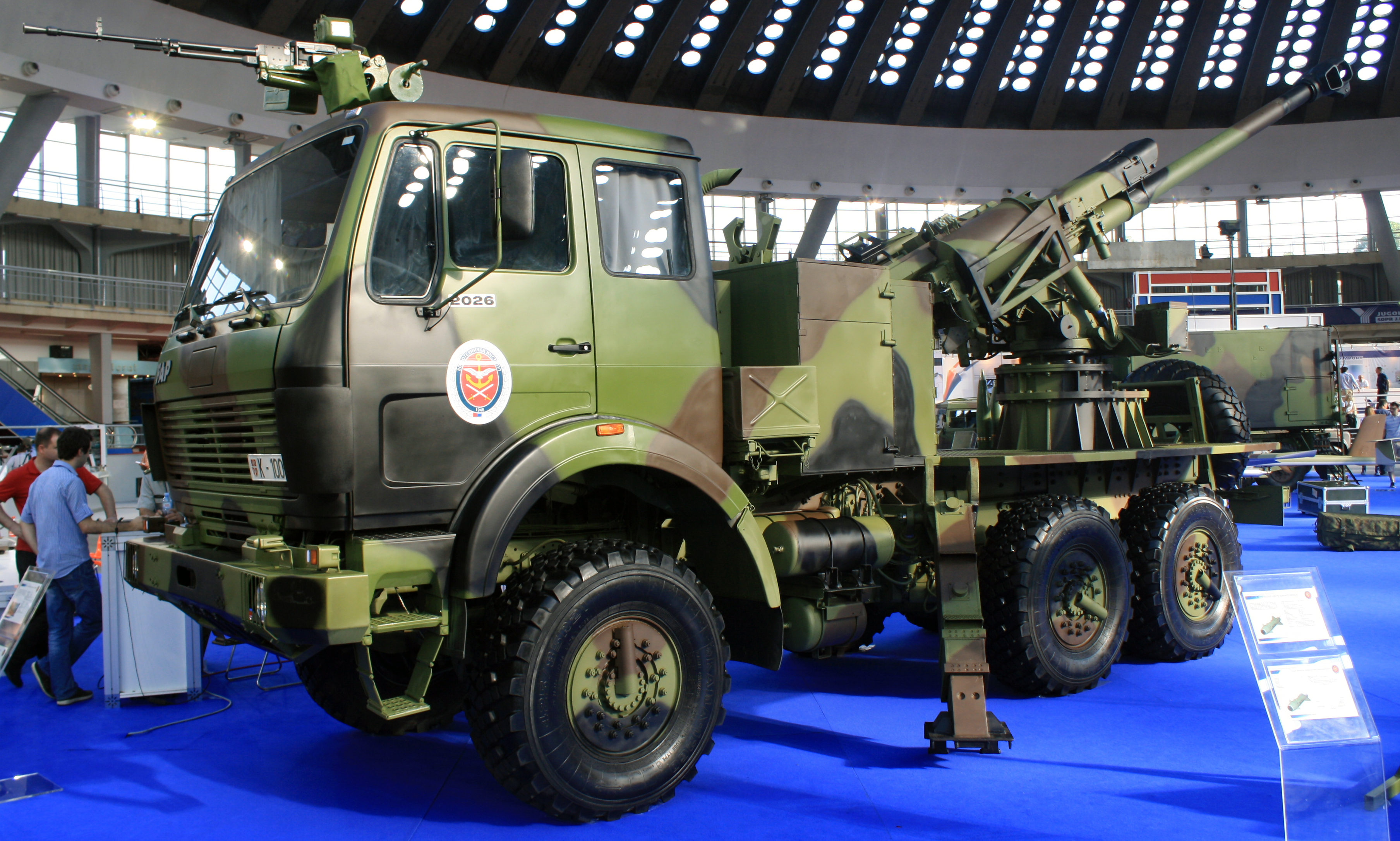
Canon-obusier automoteur SORA de 122 mm exposé au salon militaire "Partner 2013".
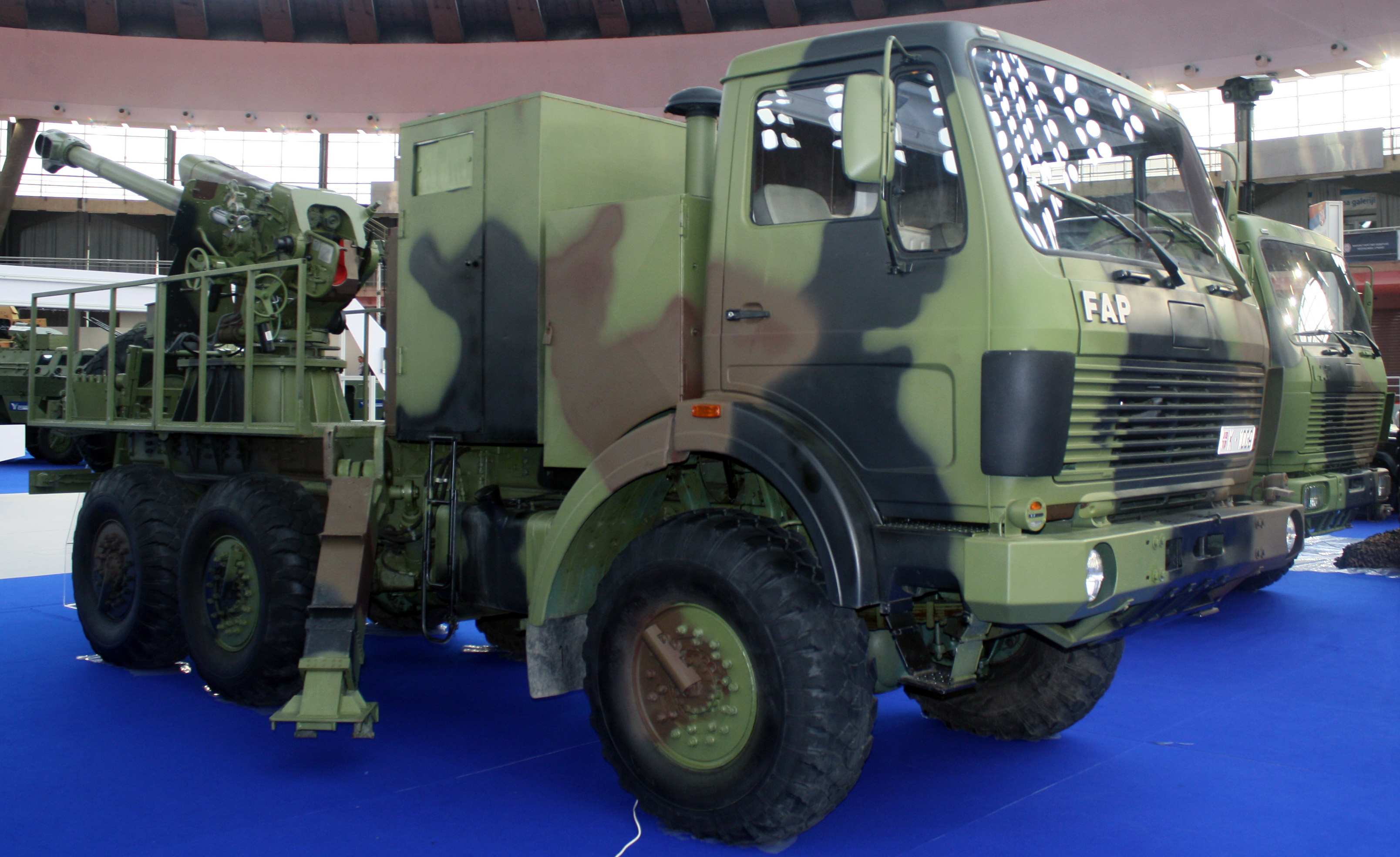
Canon-obusier automoteur SORA de 122 mm exposé au salon militaire "Partner 2011".